# August Melchner
August Melchner (* 2. November 1899 in München; † 10. November 1967 in Hochberg, heute Traunstein) war ein deutscher Politiker der CSU.

## Leben
Melchner besuchte die Handelshochschule und war von 1920 bis 1928 in verschiedenen leitenden Positionen im Landesverband Bayerischer Lebensmittelhändler sowie als Geschäftsführer und Verbandsdirektor der Arbeitsgemeinschaft des bayerischen Einzelhandels tätig. 1928 machte er sich als Steuerberater selbstständig. 1935 legte er die Prüfung zum Wirtschaftsprüfer ab und wurde als solcher bestellt. Nach dem Krieg war Melchner Vorsitzender des Instituts der Wirtschaftsprüfer in Bayern sowie stellvertretender Vorsitzender des IDW in Düsseldorf.
Melchner beriet das Bundeswirtschaftsministerium bei der Ausarbeitung der Berufsordnung für Wirtschaftsprüfer.

## Politik
1945 wurde Melchner zum Vorsitzenden des CSU-Kreisverbandes München-Land gewählt, in diesem Amt blieb er bis 1949. Ebenfalls 1945 gehörte er dem provisorischen Gemeinderat von Unterhaching an, danach von 1946 bis 1948 dem ordentlichen Gemeinderat, in dieser Zeit war er auch zweiter Bürgermeister der Gemeinde. 1946 gehörte er zudem der Verfassunggebenden Landesversammlung an. Bei der folgenden Landtagswahl kandidierte er zunächst erfolglos, am 7. Oktober rückte er jedoch für den verstorbenen Hans Hagn in den Bayerischen Landtag nach, dem er bis zum Ende der Wahlperiode 1950 angehörte.

## Auszeichnungen
- 1962: Bundesverdienstkreuz 1. Klasse
- 1964: Bayerischer Verdienstorden